# WTA Challenger New Haven
Das WTA Challenger New Haven (offiziell: Oracle Challenger Series – New Haven) ist ein Damen-Tennisturnier der WTA Challenger Series, das in der Stadt New Haven, Connecticut, Vereinigte Staaten, ausgetragen wird.

## Siegerliste

### Einzel
| Jahr | Siegerin      | Finalgegnerin         | Ergebnis |
| ---- | ------------- | --------------------- | -------- |
| 2019 | Anna Blinkowa | Usue Maitane Arconada | 6:4, 6:2 |

### Doppel
| Jahr | Siegerinnen                        | Finalgegnerinnen                 | Ergebnis         |
| ---- | ---------------------------------- | -------------------------------- | ---------------- |
| 2019 | Anna Blinkowa Oksana Kalaschnikowa | Usue Maitane Arconada Jamie Loeb | 6:2, 4:6, [10:4] |